# 吉田喜八郎
吉田 喜八郎（よしだ きはちろう、1896年（明治29年）2月10日 - 1964年（昭和39年）6月30日）は、日本の陸軍軍人。最終階級は陸軍中将。

## 経歴
北海道出身。仙台陸軍地方幼年学校、中央幼年学校を経て、1917年（大正6年）5月、陸軍士官学校（29期）を卒業。同年12月、騎兵少尉に任官し騎兵第1連隊付となる。陸軍騎兵学校を卒業、さらに1926年（大正15年）12月、陸軍大学校（38期）を優等で卒業し騎兵第1連隊中隊長に就任。
1928年（昭和3年）3月、陸軍省軍務局付勤務となり、軍務局課員、フランス駐在などを経て、1931年（昭和6年）8月、騎兵少佐に昇進。1932年（昭和7年）1月、フランス大使館付武官補佐官に就任し、騎兵第23連隊付、軍務局課員を歴任し、1936年（昭和11年）8月、騎兵中佐に進級。1937年（昭和12年）8月、兵科を航空兵科に転じ航空兵中佐となり陸軍航空本部員に就任。1938年（昭和13年）3月、航空兵大佐に昇進し航空兵団参謀に就任した。
1939年（昭和14年）3月、飛行第98戦隊長に発令され、さらに第2飛行集団参謀長に転じ、1941年（昭和16年）10月、陸軍少将に進級。同年11月、陸軍航空技術研究所総務部長となり太平洋戦争を迎えた。
1942年（昭和17年）9月、大本営航空通信保安長官となり、1943年（昭和18年）5月、第1航空軍参謀長に異動。1944年（昭和19年）3月、新設の第10飛行師団長心得に着任し、首都防空の任を遂行した。1945年（昭和20年）3月、陸軍中将に進み第13飛行師団長に親補され南京で終戦を迎えた。1946年（昭和21年）6月に復員した。
1947年（昭和22年）11月28日、公職追放仮指定を受けた。